# Sean Marshall
Sean James Marshall (Rialto, California, 11 de abril de 1985) es un jugador de baloncesto estadounidense que pertenece a la plantilla del Rizing Zephyr Fukuoka de la B.League japonesa. Con 1,98 metros de estatura, juega en la posición de alero.

## Trayectoria deportiva

### Universidad
Jugó cuatro temporadas con los Eagles del Boston College, en las que promedió 11,2 puntos, 3,5 rebotes y 2,0 asistencias por partido. Jugó y fue titular en los 133 partidos que disputó a lo largo de las cuatro temporadas, siendo ambos datos récord de su universidad.

### Profesional
Tras no ser elegido en el Draft de la NBA de 2007, fichó por el equipo turco del Pınar Karşıyaka, donde jugó una temporada, en la que promedió 19,5 puntos y 5,2 rebotes por partido. La temporada siguiente firmó con el Aris Salónica BC, donde promedió 13,0 puntos y 3,0 rebotes por partido hasta que se lesionó de cierta importancia en febrero de 2009, hacho que provocó que la directiva helena rescindiera su contrato. En el mes de abril fichó por el Aliağa Petkim turco, pero tras un único partido en el que consiguió 11 puntos y 2 asistencias, dejó el equipo, debido a los problemas financieros del mismo.
En junio de 2009 fichó por el JDA Dijon Basket de la Pro A francesa, donde jugó una temporada en la que promedió 14,7 puntos y 4,2 rebotes por partido. En noviembre de 2010 regresó a su país para fichar por los Sioux Falls Skyforce de la NBA D-League, donde jugó una temporada, en la que promedió 11,1 puntos y 3,2 rebotes por encuentro. Nada más acabar la competición, en el mes de abril de 2011, firma de nuevo con el Pınar Karşıyaka turco, con el que disputó ocho partidos hasta el final de la temporada, promediando 13,2 puntos y 3,2 rebotes.
En junio de 2011 regresó de nuevo al JDA Dijon Basket francés, donde completó una temporada en la que promedió 11,7 puntos y 2,8 rebotes por partido. Un año más tarde volvió a fichar por un equipo turco, en este caso el Erdemir Zonguldak, con los que disputó una temporada, promediando 14,1 puntos y 5,9 rebotes por encuentro. No dejó el país, ya que en julio de 2013 se volvió a comprometer cuatro años más tarde con el Aliağa Petkim, donde jugó hasta marzo de 2014, dejando nuevamente el equipo por sus problemas económicos. Disputó veinte partidos, en los que promedió 21,3 puntos y 5,2 rebotes. Un mes más tarde firmó hasta final de temporada con el Al-Ahli Club de Emiratos Árabes.
En junio de 2014 regresó a la liga turca para firmar con el Trabzonspor por una temporada. Jugó 30 partidos, en los que promedió 9,5 puntos y 3,9 rebotes. La temporada siguiente regresó a su país para incorporarse a los Westchester Knicks de la NBA D-League tras una prueba satisfactoria. Pero solo disputó 22 partidos, en los que promedió 11,5 puntos y 4,0 rebotes, regresando a Europa en enero de 2016 para firmar con el Telekom Baskets Bonn de la Basketball Bundesliga, donde jugó 16 partidos, promediando 12,6 puntos y 3,5 rebotes, acabando la temporada en el JL Bourg-en-Bresse de la Pro B francesa, donde en cinco partidos promedió 11,8 puntos y 4,2 rebotes.
El 7 de julio de 2016 firmó con el Eskişehir Basket de la Türkiye Basketbol 1. Ligi, la segunda división del baloncesto turco.